# Ina Claire
Ina Claire (nascida Ina Fagan ; 15 de outubro de 1893   –  21 de fevereiro de 1985) foi uma atriz norte-americana de teatro e cinema.

## Infância
Ina Fagan nasceu em 15 de outubro de 1893 em Washington, DC . Após a morte de seu pai, Claire começou a fazer imitações de pensionistas da pensão onde ela e sua mãe, Cora, e irmão, Allen, foram forçados a viver. A mãe de Claire a tirou da escola na oitava série e ela usou o nome de solteira de sua mãe quando começou sua carreira no vaudeville.

## Carreira
Claire fez sua estreia profissional no palco em outubro de 1907 em Elmira, Nova York. Ela interpretou Florie em uma produção de "The Fatal Flower" - foi o começo de um contrato de dois anos.
Em 1909, ela apareceu em um ato de vaudeville intitulado "Dainty Mimic", que incluiu uma imitação do ator Harry Lauder .  

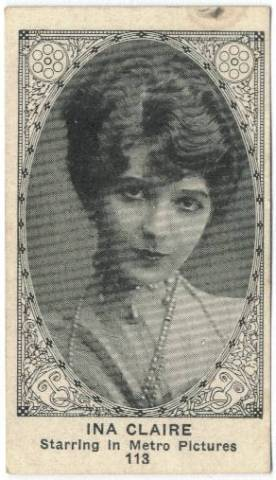
Ina Clare retratada em um cartaz de filme (1922)

Apresentou-se na Broadway nos musicais "Jumping Jupiter" e "The Quaker Girl" (ambos em 1911) e "Lady Luxury", e estrelou na Broadway em peças de alguns dos principais dramaturgos cômicos das décadas de 1920, 1930 e 1940, incluindo os papéis de Jerry Lamarr em "The Gold Diggers" the Avery Hopwood (1919), Sra. Cheyney  "The Last of Mrs Cheyney" de Frederick Lonsdale  (1925), Lady George Grayston em "Our Betters" de Somerset Maugham (1928) e Enid Fuller em "Fatal Weakness" de George Kelly . Entre 1929 e 1931, ela foi casada com o ator John Gilbert, que foi seu segundo marido. 

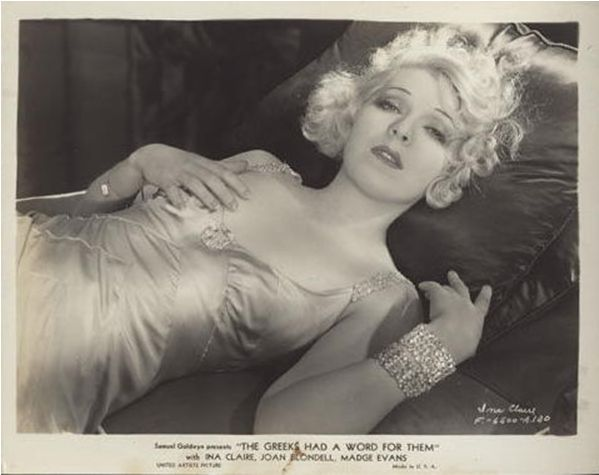
Ina Claire, em uma publicidade de "Greeks Had a Word for Them" (1932)

Mais tarde, Claire se identificou com as altas comédias de SN Behrman e criou protagonistas femininas em três de suas peças: "Biography" (1934), "End of Summer" (1936) e "The Talley Method" (1941). Behrman escreveu sobre a performance de Claire em uma de suas comédias: "Suas leituras eram translúcidas, sua presença no palco envolvente. O movimento de uma entonação esvaziou a pomposidade. Ela nunca perdeu uma nuance. "  O crítico J. Brooks Atkinson elogiou Claire por sua "inteligência cômica refulgente". Sua última participação no palco foi como Lady Elizabeth Mulhammer em "The Confidential Clerk" de TS Eliot (1954).
Estreou no cinema em "The Wild Goose Chase" de  Cecil B. DeMille (1915). Ela é mais lembrada hoje por seu papel como Grã-duquesa Swana na comédia romântica Ninotchka (1939), dirigida por Ernst Lubitsch e estrelada por Greta Garbo .

## Morte
Ina Claire morreu em 21 de fevereiro de 1985, em San Francisco, Califórnia, após um ataque cardíaco. Ela tinha 91 anos. Ela está enterrada no cemitério Mount Olivet, localizado em Salt Lake City . Tem uma  estrela na Calçada da Fama de Hollywood .

## Filmografia

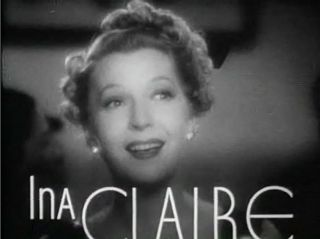
do trailer do filme Ninotchka (1939)

| Ano  | Título                        | Papel                           | Notas                        |
| ---- | ----------------------------- | ------------------------------- | ---------------------------- |
| 1915 | The Wild Goose Chase          | Betty Wright                    | Curta metragem Filme perdido |
| 1915 | The Puppet Crown              | Princesa Alexia                 | Filme perdido                |
| 1917 | National Red Cross Pageant    | Jeanne D'Arc - episódio francês | Filme perdido                |
| 1920 | Polly with a Past             | Polly Shannon                   | Filme perdido                |
| 1929 | The Awful Truh                | Lucy Warriner                   | Filme perdido                |
| 1930 | The Royal Family of Broadway  | Julie Cavendish                 |                              |
| 1931 | Rebound                       | Sara Jaffrey                    |                              |
| 1932 | The Greeks Had a Word for The | Jean Lawrence                   |                              |
| 1939 | Ninotchka                     | Grã-duquesa Swana               |                              |
| 1940 | I Take This Woman             | Cesca Marcesca                  | (cenas excluídas)            |
| 1943 | Claudia                       | Mr. Brown                       |                              |
| 1943 | Stage Door Canteen            | Ina Claire                      | (papel final do filme)       |